# Omicidio di Federico Aldrovandi
L'omicidio di Federico Aldrovandi, uno studente ferrarese di diciotto anni, venne commesso da alcuni agenti della Polizia di Stato il 25 settembre 2005 durante un controllo di polizia. Il 6 luglio 2009 sono stati condannati quattro poliziotti a 3 anni e 6 mesi di reclusione per omicidio colposo con "eccesso colposo nell'uso legittimo delle armi e della violenza"; pena confermata in Cassazione il 21 giugno 2012. All'inchiesta per stabilire la causa della morte ne sono seguite altre per presunti depistaggi e per le querele fra le parti interessate. Il caso è stato oggetto di grande attenzione mediatica e ha ispirato un documentario, È stato morto un ragazzo.

## Storia
La notte del 25 settembre 2005, Federico Aldrovandi (nato a Ferrara il 17 luglio 1987) si fece lasciare dagli amici in una via vicino a casa per tornare a piedi dopo aver trascorso la serata al locale Link di Bologna. Dalla sentenza di primo grado emerse che, durante la nottata, il giovane assunse droghe e alcool, ma a fine serata ai testimoni appariva comunque tranquillo. Questo venne poi smentito dal medico dopo l'autopsia, non venne trovata traccia di droga se non residuale di molto tempo prima. Due abitanti della zona denunciarono la presenza di un uomo in stato di agitazione che urlava in strada. La prima telefonata effettuata da Cristina Chiarelli al 112 è delle 5:45: la testimone riferiva che "[...] c'è uno che sta andando in escandescenze, sta urlando come un matto e sbatte dappertutto". Nell'avvisare la Questura di competenza per quella notte, un ragazzo che strilla diventa un ragazzo che "sbatte la testa contro i pali". A seguito di questa telefonata viene inviata nei pressi di via Ippodromo a Ferrara la pattuglia "Alfa 3", con a bordo Enzo Pontani e Luca Pollastri. La seconda telefonata al 113 viene effettuata da Cristian Fogli, abitante della zona, che riferisce "c'è un ragazzo in stato di semi ubriachezza, che ci continua a urlare". La volante viene avvisata e si porta con decisione all'indirizzo segnalato. Pontani e Pollastri descrivono Aldrovandi come un "invasato violento in evidente stato di agitazione", sostengono di "essere stati aggrediti dallo stesso a colpi di karate e senza un motivo apparente" e chiedono per questo i rinforzi. Dopo poco tempo arriva in aiuto la volante "Alfa 2" con a bordo Paolo Forlani e Monica Segatto.
Lo scontro tra i quattro poliziotti e il giovane diventa molto violento (durante la colluttazione due manganelli si spezzano) e porta quest'ultimo alla morte, sopraggiunta per "asfissia da posizione", con il torace schiacciato sull'asfalto dalle ginocchia dei poliziotti. Alle 6:04 la prima pattuglia richiedeva alla propria centrale operativa l'invio di un'ambulanza del 118 per un sopraggiunto malore. Secondo i tabulati dell'intervento, alle 6:10 arrivò la chiamata da parte del 113 a Ferrara Soccorso, che inviò un'ambulanza e un'automedica, giunte sul posto rispettivamente alle 6:15 e alle 6:18.
All'arrivo il personale del 118 trovò il paziente “riverso a terra, prono con le mani ammanettate dietro la schiena [...] era incosciente e non rispondeva”. Dopo numerosi tentativi di rianimazione cardiopolmonare l'intervento si concluse con la constatazione sul posto della morte del giovane, per “arresto cardio-respiratorio e trauma cranico-facciale”.

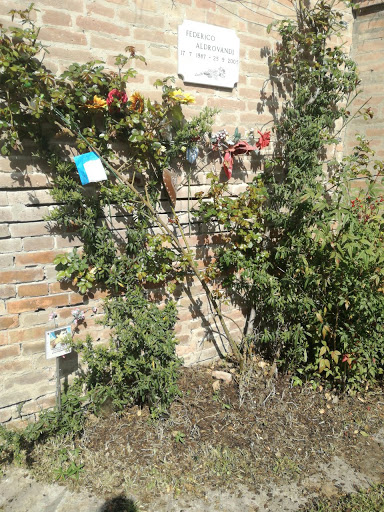
Targa commemorativa dove il ragazzo è stato ucciso

La famiglia, secondo quanto detto dalla madre Patrizia Moretti, venne avvertita solamente alle 11:00 circa del mattino, quasi 4 ore e mezza dopo la constatazione del decesso. I genitori, di fronte alle 54 lesioni ed ecchimosi presenti sul corpo del ragazzo, ritennero poco credibile la morte per un malore. Il 2 gennaio 2006 la madre di Federico aprì un blog su internet, chiedendo che venisse fatta luce su alcuni contorni oscuri di tutta la vicenda. Questo causò un'accelerazione delle indagini, che erano già in corso.
Il 20 febbraio successivo vennero depositati i risultati della consulenza tecnica medico-legale disposta dal pubblico ministero, secondo la quale "la causa e le modalità della morte dell'Aldrovandi risiedono in una insufficienza miocardica contrattile acuta dovuta all'aumentata richiesta di ossigeno indotta dallo stress psico-fisico per la marcata agitazione psico-motoria e gli sforzi intensi posti in essere dal soggetto durante la colluttazione e per resistere alla immobilizzazione, all'ipotetica depressione respiratoria secondaria alla assunzione di oppiacei e alle turbe della ventilazione polmonare prodotte dalla restrizione fisica in posizione prona con le mani ammanettate dietro la schiena”, rilevando che "le sostanze rilevate dall'indagine tossicologica (alcool etilico, ketamina, morfina) non sono idonee nel determinare la morte".
Di tutt'altra voce è un'indagine medico-legale, depositata il 28 febbraio dai consulenti della famiglia, secondo la quale dall'esame autoptico la causa ultima di morte sarebbe stata "un'anossia posturale", dovuta al caricamento sulla schiena di uno o più poliziotti durante l'immobilizzazione. Per quanto riguarda le droghe, la quantità di sostanze tossiche assunte dal giovane era la medesima rilevata dai consulenti della Procura, ma assolutamente non sufficiente a causare l'arresto respiratorio: in particolare l'alcol etilico (0,4 g/L) era inferiore ai limiti fissati dal codice della strada per guidare, la ketamina era 175 volte inferiore alla dose letale e l'eroina assunta non poteva essere significativa, stante lo stato di agitazione imputato ad Aldrovandi. Essendo la sintomatologia dell'abuso di oppiacei caratterizzata da uno stato di sedazione e torpore, la morte di Aldrovandi, correlata al suo stato di euforia e agitazione, è logicamente incompatibile con una forte overdose di eroina. Inoltre, sia la perizia sia i risultati delle indagini avrebbero evidenziato un contesto di gravi violenze subite dal giovane durante tutto l'intervento delle due pattuglie di polizia.
Nel frattempo la notorietà della storia aumentava sempre più, grazie alla mobilitazione di associazioni, comitati, scuole e del consiglio comunale di Ferrara, arrivando fino alla partecipazione a trasmissioni televisive nazionali.

## Indagini
Il 15 marzo arrivò la notizia dell'iscrizione nel registro degli indagati dei quattro agenti che avevano arrestato Aldrovandi per omicidio colposo, mentre l'informazione di garanzia venne notificato loro il 6 aprile. Il 16 giugno si tenne il primo incidente probatorio di fronte al giudice per le indagini preliminari, fra la famiglia della vittima, i quattro imputati e una testimone oculare dell'accaduto, la camerunese Annie Marie Tsagueu. Tsagueu, residente in via Ippodromo, è l'unica ad aver visto e sentito distintamente alcune fasi della colluttazione. Ha visto gli agenti (due su quattro) picchiare Federico Aldrovandi, comprimerlo sull'asfalto e manganellarlo. Ha inoltre sentito le sue grida di aiuto e lo ha sentito respirare tra un conato di vomito e l'altro.
Dall'incidente probatorio emersero tra le altre una lunga escoriazione alla natica sinistra, segno di trascinamento sull'asfalto, e un importante schiacciamento dei testicoli. Nel frattempo venne disposta una perizia super-partes, con un incarico affidato all'Istituto di Medicina Legale di Torino. Dalle indagini nel frattempo emergevano vari elementi incoerenti: il fatto che il PM non era andato a compiere un sopralluogo sulla scena del decesso; che non era stata sequestrata l'automobile su cui, a detta degli agenti, si sarebbe ferito Aldrovandi; che non erano stati sequestrati i manganelli, di cui quattro rotti; e infine che il nastro contenente le comunicazioni fra il 113 e la pattuglia era stato messo a disposizione della Procura soltanto molto tempo dopo.
Per questi motivi fu aperta una seconda inchiesta presso la Procura di Ferrara, per vari reati, tra cui falso, omissione e mancata trasmissione di atti. L'11 novembre venne depositata la perizia eseguita a Torino, in cui veniva escluso categoricamente un nesso fra la morte e le sostanze psicotrope assunte da Aldrovandi; dalla discussione della perizia, avvenuta il 14 dicembre, emerse un ruolo attivo delle persone che erano con Aldrovandi.

## Processi
Il 10 gennaio 2007 venivano rinviati a giudizio per omicidio colposo gli agenti Paolo Forlani, Monica Segatto, Enzo Pontani e Luca Pollastri, per aver ecceduto i limiti dell'adempimento di un dovere, per aver perseverato nella violenza anche dopo aver vinto la resistenza del giovane e per aver ritardato l'intervento dell'ambulanza. Dopo le procedure di istruzione del processo la prima udienza preliminare venne fissata per l'ottobre seguente. All'inizio di febbraio 2008 fu mostrato un filmato di dieci minuti, girato dalla polizia scientifica sul luogo dell'evento, dopo la partenza dell'ambulanza e prima dell'arrivo del medico legale, in cui gli agenti presenti sul posto scambiano considerazioni sull'accaduto. Nel video emergerebbero divergenze con le foto scattate dal medico legale.
Il 26 giugno 2007, per la prima volta durante il processo, furono interrogati i quattro imputati, i quali si dichiararono stupiti della morte della vittima, che "stava benissimo prima dell'arrivo dei sanitari", mentre la registrazione della centrale operativa riporta chiaramente: "... l'abbiamo bastonato di brutto. Adesso è svenuto, non so... È mezzo morto". Gli agenti raccontarono che i due sfollagente si sarebbero rotti per un calcio di Aldrovandi e per una caduta accidentale di un poliziotto. Sempre secondo la deposizione, l'ambulanza fu chiamata immediatamente, mentre non fu utilizzato il defibrillatore semiautomatico di cui era dotata la volante poiché Aldrovandi non aveva "mai dato segni di sofferenza".

### Primo grado
Il 19 giugno 2009 il pubblico ministero titolare del caso pronunciò una requisitoria in cui chiese una pena di 3 anni e 8 mesi di reclusione per Monica Segatto, Paolo Forlani, Enzo Pontani e Luca Pollastri.
Il 6 luglio il giudice Francesco Maria Caruso del tribunale di Ferrara condannò per omicidio colposo a tre anni e sei mesi di reclusione i quattro poliziotti indagati, riconoscendo l'eccesso colposo nell'uso legittimo delle armi. Ma in realtà nessuno dei quattro condannati, grazie all'indulto varato nel 2006, sconterà la propria pena.

### Secondo grado
Il 9 ottobre 2010 a favore dei familiari di Federico Aldrovandi fu stabilito un risarcimento pari a circa due milioni di euro, in cambio dell'impegno a non costituirsi parte civile nei procedimenti ancora aperti. Il 10 giugno 2011 la Corte d'appello di Bologna confermò la pena sancita in primo grado, accogliendo in questo modo le richieste della Procura Generale e respingendo in toto le tesi difensive.

### Ricorso in cassazione
Il 21 giugno 2012 la IV sezione penale della Corte di cassazione, con sentenza n. 36280/2012, rese definitiva la condanna a 3 anni e 6 mesi di reclusione per omicidio colposo con "eccesso colposo nell'uso legittimo delle armi" a Paolo Forlani, Monica Segatto, Enzo Pontani e Luca Pollastri. In particolare, la quarta sezione penale respinse il ricorso presentato dalla difesa dei quattro agenti contro la condanna già emessa dalla Corte d'Appello di Bologna. I poliziotti, però, beneficiarono dell'indulto, che copriva 36 dei 42 mesi di carcerazione previsti dalla condanna. In ogni caso, dopo l'attuazione di quest'ultima, scattarono i provvedimenti disciplinari.
Per Amnesty International si trattò di "un lungo e tormentato percorso di ricerca della verità e della giustizia. Solidarietà e vicinanza ai familiari di Federico Aldrovandi, che in questi anni hanno dovuto fronteggiare assenza di collaborazione da parte delle istituzioni italiane e depistaggi dell'inchiesta".
In cassazione i familiari di Federico Aldrovandi non si costituirono parte civile, avendo raggiunto una transazione col Ministero dell'Interno e ricevuto le scuse del capo della polizia Antonio Manganelli, che incontrò i genitori del giovane durante una visita privata.

### Decorso
Il 29 gennaio 2013 il Tribunale di sorveglianza di Bologna decretò il carcere per la pena residua di 6 mesi (dato che 3 anni erano stati condonati dall'indulto) nei confronti dei poliziotti Paolo Forlani, Monica Segatto e Luca Pollastri. Il provvedimento del Tribunale giunse dopo la richiesta avanzata dal Procuratore Generale. Il 1º marzo venne poi respinta l'istanza della difesa del quarto poliziotto, Enzo Pontani, dunque anche quest'ultimo fu condannato in via definitiva a scontare la pena detentiva.
Il successivo 18 marzo Monica Segatto venne scarcerata sulla base del decreto Severino (lo "svuota-carceri") dopo un mese di detenzione e ammessa al regime degli arresti domiciliari. Anche Paolo Forlani e Luca Pollastri avevano avanzato la richiesta di poter accedere alla misura meno afflittiva dei domiciliari, sempre appellandosi allo svuota-carceri; quella volta, però, il magistrato di sorveglianza respinse la domanda, confermando il carcere per i due agenti. Gli uomini, insieme con Enzo Pontani, avrebbero quindi dovuto scontare il resto della pena presso il penitenziario di Ferrara, in regime di isolamento.
Tre dei quattro poliziotti (eccetto Forlani, a causa di una cura per "nevrosi reattiva") tornarono in servizio nel gennaio 2014, destinati a servizi amministrativi. Il 2 luglio 2014 la Corte dei conti dispose il sequestro dei beni dei quattro poliziotti condannati in via definitiva. Il provvedimento, di natura conservativa in vista del procedimento presso la magistratura contabile, fu disposto dalla sezione giurisdizionale per la Regione Emilia-Romagna della Corte dei conti e riguardava i circa 1.870.000 euro di danno erariale che Paolo Forlani, Monica Segatto, Luca Pollastri ed Enzo Pontani avrebbero provocato con la loro condotta.
Quei quasi due milioni di euro, individuati dalla procura come danno erariale, consistono infatti nel risarcimento che a suo tempo, dopo la condanna in primo grado del luglio 2009, furono offerti dal Ministero dell'Interno alla famiglia di Federico Aldrovandi a titolo di risarcimento. La misura, notificata nel luglio 2014 dalla Guardia di finanza di Ferrara, vide il sequestro del quinto dello stipendio, dei beni immobili e degli altri diritti reali immobiliari dei quattro agenti, fino alla concorrenza dell'importo complessivo di circa 1.870.000 euro. Ciascuno dei quattro agenti fu tenuto a risarcire in proprio un danno di circa 467.000 euro.

### La segnalazione di Chiarelli
Durante il processo la difesa sosterrà che la volante "Alfa 3" sarebbe giunta sul posto dopo la segnalazione di una residente, Cristina Chiarelli, preoccupata per il frastuono proveniente dal parco di via Ippodromo. Fabio Anselmo, legale della famiglia Aldrovandi, sostiene invece che la suddetta pattuglia era già presente sul luogo e che le urla udite e segnalate dalla Chiarelli provenivano dallo scontro in corso tra Aldrovandi e i quattro poliziotti. Tale sequenza temporale è stata ipotizzata anche dal giudice in primo grado.

### Ulteriori perizie
Il 10 ottobre 2008 i periti della difesa fornirono una versione opposta alle perizie di parte civile, ribadendo la rilevanza delle sostanze assunte dal giovane, in quantità sufficienti a causarne la morte, ed escludendo che la colluttazione o il mantenimento della posizione prona abbiano «avuto effetto nel processo che ha portato alla morte del ragazzo». Sommando gli effetti analgesici delle droghe si sarebbe compreso come il ragazzo avesse potuto ferirsi ripetutamente senza sentire dolore. L'agitazione psicomotoria «intensissima [...] ha innescato un meccanismo che ha portato a perdere il controllo del cervello e quindi a non rendersi conto del fabbisogno di ossigeno che il suo organismo richiedeva», cosa che sarebbe dipesa «dall'assunzione delle droghe, indipendentemente dalle quantità ingerite». Nemmeno il mettere la vittima in posizione seduta, conclusero i periti, le avrebbe salvato la vita, in assenza di una specifica terapia d'urgenza.
Secondo una nuova perizia di parte civile del 6 novembre seguente venne invece riportato che «alla base del cuore, lungo l'efflusso ventricolare sinistro, in particolare in corrispondenza del setto membranoso situato fra cuspide aortica non coronarica e coronarica destra, si osserva un cospicuo ematoma. Questa è la sede del fascio di His [...]. Il coinvolgimento del fascio di His da parte dell'ematoma è vistoso e con grande verosimiglianza è di origine traumatica [...] oppure ipossico da insufficienza respiratoria prolungata". La perizia concluse che "con probabilità molto elevata questa complicanza è stata la causa di morte». Il 9 gennaio 2009 fu sentito in udienza il perito di parte, il quale concluse affermando la morte di Aldrovandi per causa violenta.

### Aldrovandi bis
Il 5 marzo 2010 tre poliziotti furono condannati nel processo Aldrovandi bis sui depistaggi nelle indagini mentre un quarto fu rinviato a giudizio. La decisione sui depistaggi conferma l'ipotesi accusatoria dell'intralcio alle indagini fin dal primo momento. Le condanne furono per:
- Paolo Marino, dirigente dell'Upg all'epoca, a un anno di reclusione per omissione di atti d'ufficio, per aver indotto in errore il PM di turno, non facendola intervenire sul posto.
- Marcello Bulgarelli, responsabile della centrale operativa, a dieci mesi per omissione e favoreggiamento.
- Marco Pirani, ispettore di polizia giudiziaria, a otto mesi per non aver trasmesso, se non dopo diversi mesi, il brogliaccio degli interventi di quella mattina.

Luca Casoni, il quarto poliziotto coinvolto, che non aveva scelto il rito abbreviato, fu sottoposto a processo a partire dal 21 aprile di quell'anno. Il 27 gennaio 2011 venne assolto dall'accusa di falsa testimonianza perché il fatto non sussisteva e dalle accuse di favoreggiamento e omissione di atti d'ufficio perché il fatto non costituiva reato.

## Influenza culturale

### Cinema
- È stato morto un ragazzo, regia di Filippo Vendemmiati documentario (2010) disponibile online al sito  È stato morto un ragazzo, su vimeo.com. URL consultato il 2 aprile 2013.

### Musica
- Dall'album Niente di nuovo sul fronte occidentale, "La luna di Ferrara" - dei Modena City Ramblers
- Dall’album Il lato ruvido, “800588605” - dei Punkreas
- Quante volte si può morire e vivere - di Massimo Bubola
- Notte insonne - di Noyz Narcos
- Verità, la verità - di Giorgio Canali
- Abbiamo vinto la guerra - Lo stato sociale
- Seggiovia sull'Oceano - Lo stato sociale
- Che male c'è - di Riccardo Sinigallia e Valerio Mastandrea, inciso nel 2012 da Marina Rei nell'album La conseguenza naturale dell'errore in due versioni, una orchestrale arrangiata da Ennio Morricone; poi in Ciao Cuore dello stesso Sinigallia pubblicato il 14 settembre 2018 dalla Sugar Music.
- Costole rotte - di Coez.
- Lacrimogeni - de Le Luci della Centrale Elettrica
- 13.12 - di Dj Fastcut, Principe, EasyOne Militant A, Daddie Notch e Kento
- L'ultima notte - Folkstone
- Un giorno in pretura - Fedez
- Dall'album Noi, loro, gli altri , "LORO" di Marracash
- Mai - Musiche dal podcast 'Rumore', album di Francesco Imbriaco
- Danza della pioggia di Jake la Furia e Alborosie
- Colpa vostra di Narcolessia

### Podcast
- Rumore. Il caso di Federico Aldrovandi, di Francesca Zanni (2022).
- Muschio selvaggio. Il caso Aldrovandi con Patrizia Moretti (Ep. 139), di Fedez (2024).